# Râul Meliugel
Râul Meliugel este un curs de apă, afluent al râului Nera. 